# Тири (река)
Тири (грч. Τύρια)- је река у западном делу Јањинског округа у Епиру, Грчка. То је лева притока Тијамиса. Извор реке Тири се налази на западној падини планине Томарос. Она тече у северо-западном правцу. Протиче кроз Тиамис.
Тири тече дуж села, од извора до ушћа: Сенико, Чинка, Граница и Полидоро.